# Atef al-Tayyeb
Atef El-Tayeb (àrab: عاطف الطيب, ʿĀṭif aṭ-Ṭayyib; /ˈʕɑːtˤef etˈtˤɑjjeb/) (governació de Sohag, 26 de desembre de 1947 - el Caire, 23 de juny de 1995) va ser un director de cinema egipci. Les transliteracions alternatives del seu nom són: Atef Al-Tayeb i Attef El Taieb. Les seves pel·lícules sovint representaven les lluites de la gent del carrer.

## Filmografia

### Com a director
1. Leila Sakhina (A Hot Night) (1994)
2. Did el Hokouma (Against the Government) (1992)
3. Nagi El-Ali (1991)
4. El Heroob (Escape) (1988)
5. Al Baree' (1986)
6. El Zamar (The Piper) (1985)
7. Al Hob Fawk Habadet al Haram (Love on the Pyramids Plateau) (1984)
8. El-Takhsheeba (The Cell) (1983)
9. Sawak al-utubis (Bus Driver)(1982)

### Com a director assistent
- Sphinx (1981)
- Gallipoli (1981) (director ajudant per la versió egípcia)
- The Awakening (1980)
- Mort al Nil (1978)
- El-Raghba wel Thaman (Desire and Price) (1978)
- L'espia que em va estimar (1977)
- Da'wa Lil Hayah (A Call for Life) (1972)